# JR貨物UT21G形コンテナ
UT21G形コンテナ（UT21Gがたコンテナ）は、日本貨物鉄道（JR貨物）輸送用として籍を編入している、20 ft形の私有コンテナ（タンクコンテナ）である。

## 概要
本形式の数字部位 「 21 」は、コンテナの容積を元に決定される。このコンテナ容積21 m3の算出は、厳密には端数を四捨五入計算の為に、内容積20.5 m3 - 21.4 m3の間に属するコンテナが対象となる。
また形式末尾のアルファベット一桁部位 「 G 」は、恒常的に鉄道輸送するISO 668規格の国際海上コンテナを私有化した、非危険品（いわゆる普通品）タンクコンテナに付与されている。

## 特記事項
もともと、国際的なタンクコンテナの内容物は、液体又は気体類である。従って、海上コンテナ由来の本コンテナでは、日本国内仕様の鉄道用私有タンクコンテナにみられるような粉末又は、粒状貨物類は積載できない。

## 番台毎の概要

### 98000番台
98001 - 98006
三菱ケミカル物流所有、エチレンカーボネート専用。全高2,591 mm（規格外・ハローマーク = H表記）、最大総重量24.0 t（規格外・ハローマーク = G表記）。海上コンテナ専用タイプコード(22 K2)。主に東京貨物ターミナル駅・神栖駅 - 東水島駅間で運用されている。
※従来の「コキ100系積載限定」表記は、積載出来なかった旧式貨車の全廃により省略されている。

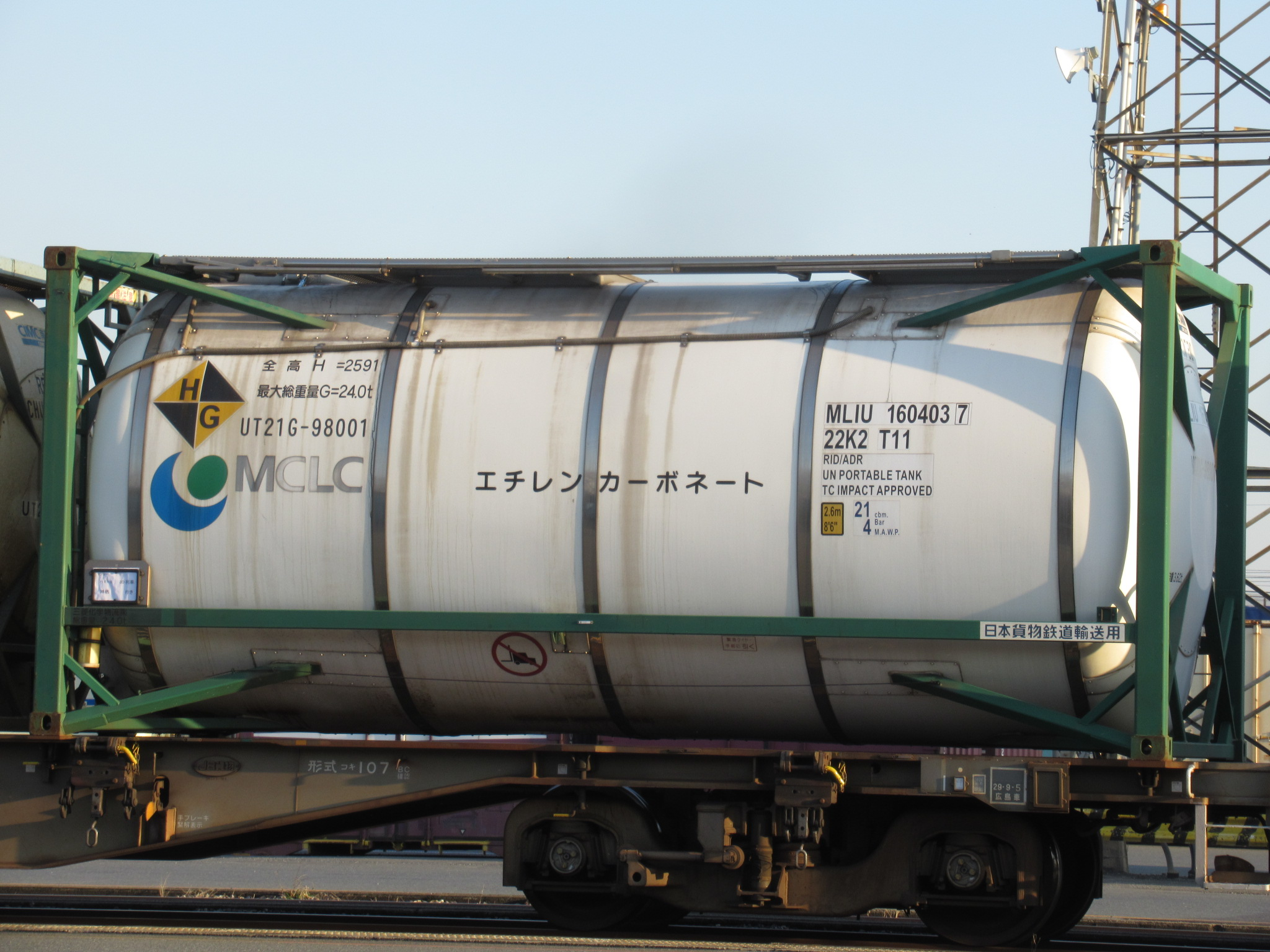
UT21G-98001　三菱ケミカル物流所有

## 外部サイト
- コンテナの絵本
- コンテナ日和